# Höhle von Duntroon
Die Höhle von Duntroon (auch Duntrune) lag im Tal von Kilmartin in Argyll and Bute in Schottland. Sie wurde im Jahre 1862 beim Abbau von niedrigen Klippen, die auf der Nordseite der Privatstraße von der Duntroon-Lodge nach Duntrune Castle, ungefähr 220 m westlich der Lodge liegen entdeckt und in der Folge zerstört. 
Die Inspektion durch Reginald J. Mapleton (1817–1892) zeigte, dass die 8,5 m lange Höhle, zwischen 3,0 und 0,9 m breit war und in der Höhe von 3,4 m auf 0,9 m abnahm. Die Höhle schien durch herabgefallenen Schutt verfüllt worden zu sein, unter dem menschliche Skelette entdeckt wurden. Überliefert ist, dass die Knochen einer Frau in einer sitzenden Haltung mit denen eines ungefähr 30 cm entfernten Säuglings gefunden wurden. Teile der Knochen und die Schädel von wahrscheinlich sechs weiteren Personen wurden verstreut auf dem Höhlenboden entdeckt. An der tiefsten Stelle lag ein runder, flacher, in Asche und Holzkohle eingebetteter, an den Rändern verbrannter Stein, der als Herdplatte identifiziert wurde. Zusätzlich zu den menschlichen Überresten enthielt die Schuttschicht das fast komplette Skelett eines Rothirsches, viele Muscheln und die Knochen eines großen Seevogels. Feuersteinabschläge und ein Feuersteinblock wurden ebenfalls geborgen. 
Die in der Duntroon Höhle gefundenen Relikte sind vergleichbar mit denjenigen, die in der Höhle von Raschoille, bei Oban entdeckt wurden. Sie belegen verschiedene Begräbnisse und nicht etwa das Unglück einer kleinen Gruppe von Leuten durch einen Felssturz.